# Escuela Preparatoria Yates
La Escuela Preparatoria Jack Yates es una escuela preparatoria del barrio Third Ward (Tercero Barrio) en Houston, Texas. Como una parte del Distrito Escolar Independiente de Houston (HISD por sus siglas en inglés), Yates lleva el nombre de John Henry "Jack" Yates, un ministro bautista quien desarrolló "Freedmens Town," una comunidad de ex-esclavos.
A partir de 2018 Tiffany Guillory es la directora de la preparatoria.

## Historia

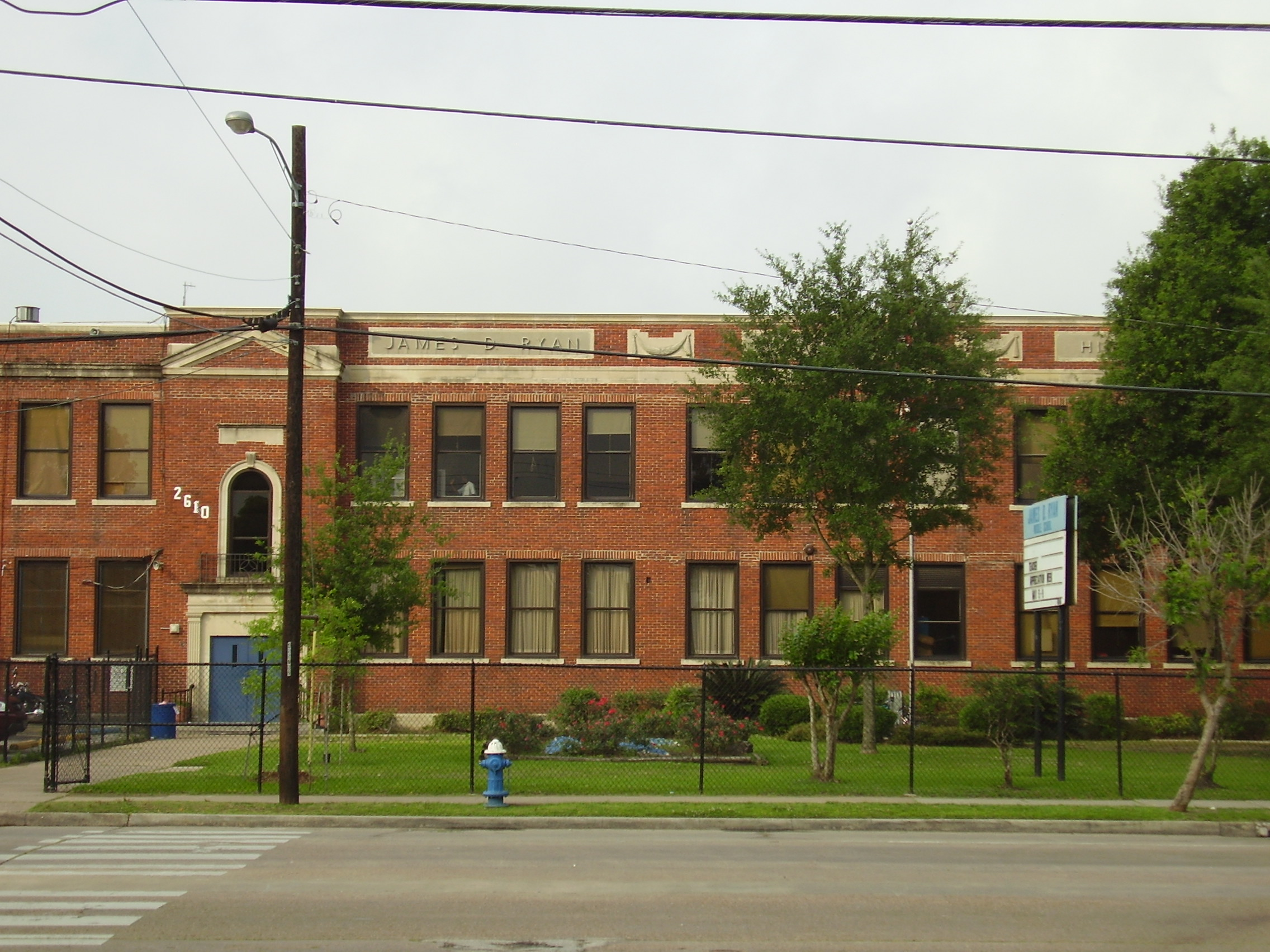
Antiguo edificio de Yates, y la antigua Escuela Secundaria James D. Ryan, ahora la Baylor College of Medicine Academy at Ryan

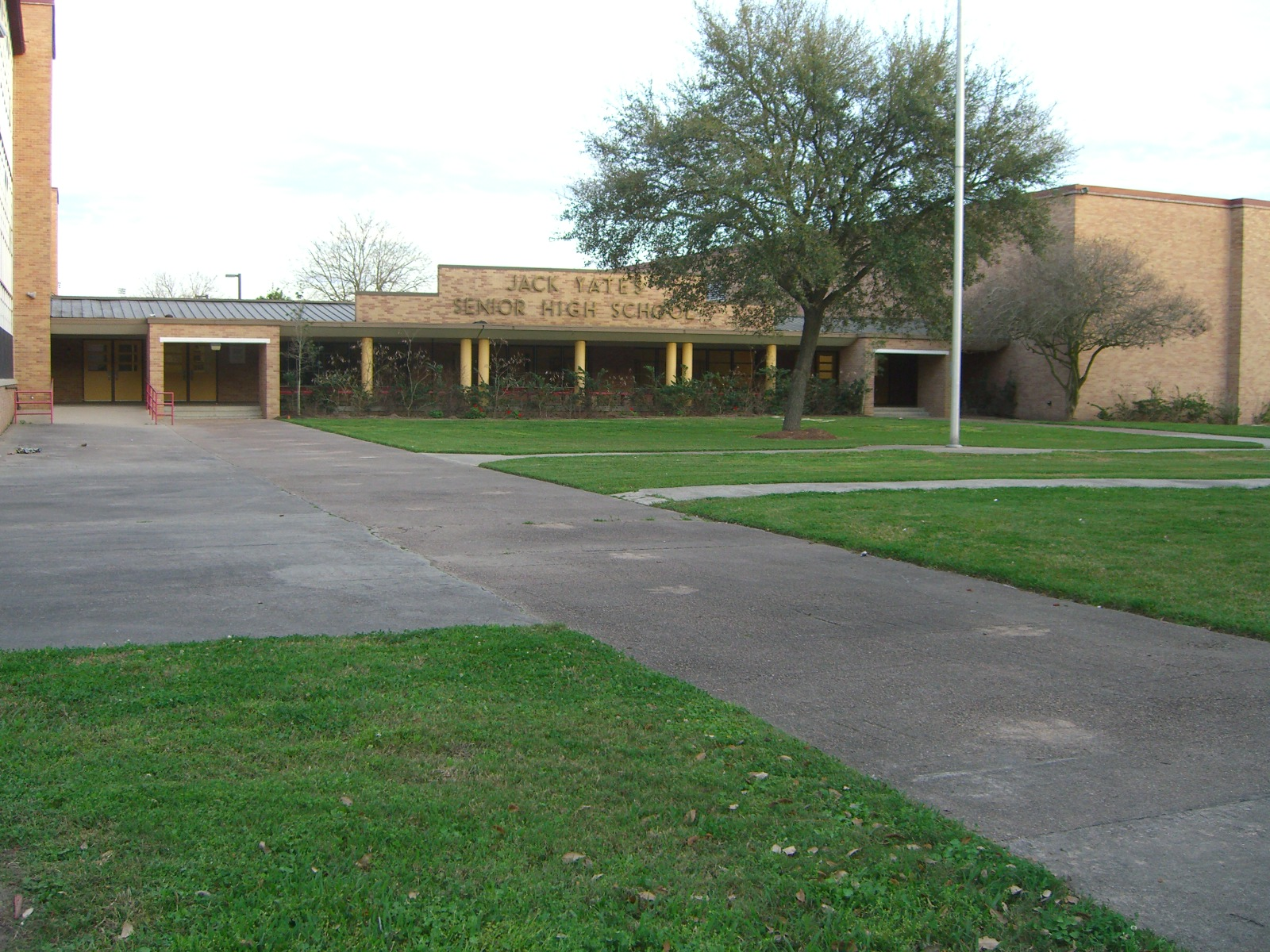
Plantel de 1958

La preparatoria Jack Yates Colored High School abrió en el 8 de febrero de 1926. La segunda escuela secundaria y preparatoria para afroamericanos en Houston, Yates inicialmente ocupaba el campus de 2610 Elgin Street en el Third Ward. El primer director de la escuela fue James D. Ryan, y trabajó como el director de Yates hasta su muerte en 1940. William S. Holland era el segundo director. Antes de la eliminación de la segregación, familias afroamericanas de las clases media y alta inscribieron a sus hijos en la Preparatoria Yates.
Debido a la sobrepoblación, Yates se trasladó a un nuevo edificio en Sampson Street, en 1958.
Después de la eliminación de la segregación resultante del movimiento por los derechos civiles en Estados Unidos, HISD estableció escuelas magnet y otros programas educativos alternativos. Muchos afroamericanos de las clases media y alta envían a sus hijos a la Escuela Preparatoria Bellaire, Escuela Preparatoria Lamar y otras escuelas antes sólo para blancos. Además, muchas personas se trasladaron del Third Ward a los suburbios periféricos. La violencia que ocurre en la preparatoria aumentó y el edificio de la preparatoria fue objeto de vandalismo con grafiti. William G. Ouchi, autor de Making Schools Work: A Revolutionary Plan to Get Your Children the Education They Need, comenta que la preparatoria cayó en tiempos difíciles, ya que perdió los estudiantes de las clases media y alta.
Su edificio actual se abrió en 2018.